# Dick Taverne
Dick Taverne, baron Taverne, (né le 18 octobre 1928) est un homme politique libéral-démocrate anglais et pair à vie à la Chambre des lords. Il est député de Lincoln, de 1962 à 1974 et quitte le Parti travailliste en 1973. En 1981, il rejoint le Parti social-démocrate (SDP), puis les libéraux démocrates lorsque le SDP fusionne avec le Parti libéral. Il siège à la Chambre des Lords depuis 1996.

## Carrière
Formé à la Charterhouse School, puis au Balliol College d'Oxford, il est diplômé en philosophie et en histoire ancienne, diplômé en tant qu'avocat en 1954 et devient Conseiller de la reine (QC) en 1965.
Il se présente sans succès à Putney en tant que candidat du Parti travailliste aux élections générales de 1959 et est élu député pour Lincoln lors d'une élection partielle en mars 1962. Sous le mandat de premier ministre de Harold Wilson dans les années 1960, il est ministre de l'Intérieur de 1966 à 1968, ministre d'État au Trésor de 1968 à 1969, puis Secrétaire financier du Trésor de 1969 à 1970. En 1970, il participe au lancement de l'Institut d'études fiscales, maintenant un groupe de réflexion indépendant influent et est le premier directeur, plus tard président.
En 1972, il est désélectionné par le Lincoln Constituency Labour Party,,, qui n'est pas d'accord avec ses vues pro-Communauté économique européenne. Il quitte alors le Parti travailliste et le Parlement et créé la Lincoln Democratic Labour Association. Il est réélu en tant que candidat démocrate indépendant du parti travailliste lors d'une élection partielle en mars 1973, et conserve le siège aux élections générales de février 1974.
Taverne perd son siège au Parlement aux élections générales d'octobre 1974 mais continue à rester actif avec l'Association démocratique travailliste jusqu'à sa dissolution après les élections générales de 1979. Il est un penseur social-démocrate de premier plan, publiant L'Avenir de la Gauche: Lincoln et Après en 1974.
Lorsque le Parti social-démocrate (SDP) est formé au début des années 1980, il les rejoints, siégeant à leur comité national de 1981 à 1987. Il se présente comme candidat du SDP aux élections partielles de 1982 à Peckham, arrivant en deuxième position avec 32% des voix, et aux élections générales de 1983, il se présente à Dulwich, arrivant en troisième position avec 22%. Lorsque le SDP fusionne avec le Parti libéral, il rejoint les nouveaux démocrates libéraux, siégeant au comité de politique fédérale de 1989 à 1990. Le 5 février 1996, il est créé pair à vie comme baron Taverne, de Pimlico dans la Cité de Westminster, et siège à la Chambre des lords comme Libéral Démocrate. En mai 2006, il est candidat, sans succès, pour les libéraux démocrates aux élections locales au conseil municipal de Westminster dans le quartier de Marylebone High Street.
En 1955, il épouse Janice Hennessey, une scientifique. Il s'intéresse à la science et aux politiques publiques et, en 2002, fonde Sense About Science, un organisme de bienfaisance dont l'objectif est de faire progresser la compréhension publique de la science et l'approche factuelle des questions scientifiques. Il est élu président de la Research Defence Society en 2004. Il est membre du Comité de la Chambre des lords sur l'utilisation des animaux dans les procédures scientifiques et est actuellement membre du Comité de la Science et de la Technologie de la Chambre des Lords. Il est l'auteur de The March of Unreason, publié par Oxford University Press en mars 2005.
Il est un associé Honoraire de la National Secular Society et un Distinguished Supporter des Humanists UK, ainsi que vice-président du All Party Parliament Humanist Group. Il est un ancien membre du comité directeur du Groupe Bilderberg. Il remporte le prix des écrivains scientifiques en tant que communicateur scientifique parlementaire de l'année 2005. Il est membre de Républic, la campagne pour l'abolition de la monarchie.
En 2014, Taverne a publié ses mémoires, Against the Tide.

## Livres
- The Future of the Left: Lincoln and After, 1974 (ISBN 0-224-00950-8, lire en ligne)